# 村田恒 (俳優)
久獅（ひさし、1993年7月11日 - ）は、日本の俳優。福岡県福岡市出身。2019年5月、所属していたルビーパレードを退社、その後はフリーで活動。現在はハイイロに所属。

## 人物
2016年3月、ワタナベエンターテイメントカレッジ（2年制）を卒業（11期生）。
名前は「恒」と書いて「ひさし」と読むが、これは父親の親友の名前に由来する。
趣味・特技は、顔エステ、ヘアスタイリング、バク転、アクション、サッカー、野球。
B79 W70 H87 S25。
2020年、芸名を「久獅」に改名。

## 出演

### テレビ
- テレビ神奈川「猫のひたいほどワイド」（2016年4月4日 - 2017年3月27日） - 月曜リポーター

### テレビドラマ
- 特捜9 Season4 第9話（2021年、テレビ朝日） - 牧野ヒサト 役
- 木曜ドラマ / 未来への10カウント 第1話（2022年、テレビ朝日） - マサヤ 役
- 土曜ドラマ / 初恋の悪魔 第5話（2022年、日本テレビ） - ナンパの男 役
- ドラマイズム / 闇金ウシジマくん外伝 闇金サイハラさん 第1話（2022年、MBS）
- 日曜ドラマ / CODE-願いの代償- 第1話（2023年、日本テレビ） - 岡山組組員 役
- 仮面ライダーガッチャード 第3話（2023年、テレビ朝日） - 狩谷 役
- マウンテンドクター 第1話（2024年7月8日、関テレ・フジテレビ）[7] - 奥山 役
- 全領域異常解決室 第6話（2024年11月13日、フジテレビ）[8]

### 映画
- 生きない（2023年11月4日） - 谷中タマオ 役[9]
- マイマザーズアイズ（2023年11月24日）[10]

### 舞台
- 舞台「下天の華 夢灯り」（2016年5月13日 - 23日、全労済ホール スペース・ゼロ） - 七介 役
- 「泪橋ディンドンバンド」（2016年8月10日 - 14日、銀座博品館劇場） - 秋川諒 役
- 「口紅」（2016年11月9日 - 14日、赤坂レッドシアター） - 下平春道 役
- 「イライザ〜深海に潜む初恋〜」（2016年12月14日 - 20日、中目黒キンケロシアター） - ハカセ 役
- 舞台「プリンス・オブ・ストライド THE LIVE STAGE エピソード2」（2017年4月22日 - 30日、シアター1010 / 5月5日 - 7日、森ノ宮ピロティホール） - 姫宮悠李 役
- 舞台「プリンス・オブ・ストライド THE LIVE STAGE エピソード3」（2017年6月17日 - 25日、シアター1010 / 6月30日 - 7月2日、森ノ宮ピロティホール） - 姫宮悠李 役
- 舞台「止まれない12人」（2017年8月30日 - 9月2日、シアターサンモール）
- 「泪橋ディンドンバンド2 ～傷だらけの夕陽～」（2017年11月4日 - 12日、銀座・博品館劇場）
- 「浪漫活劇譚『艶漢』第二夜」（2017年12月13日 - 17日、俳優座劇場） - 佐倉春澄 役
- 「少年ヨルハ Ver1.0」（2018年1月31日 - 2月4日、六行会ホール） - 二十一号 役
- 「龍よ、狼と踊れ～Dragon, Dance with Wolves～」～草莽の死士～」（2018年3月21日 - 4月1日、紀伊國屋サザンシアター） - 宮部鼎蔵 役
- 「アリスの愛はどこにある」（2018年4月25日 - 29日、新宿シアターモリエール） - ハメルン 役
- 舞台「プリンス・オブ・ストライド THE LIVE STAGE エピソード5」（2018年5月31日 - 6月4日、シアター1010 / 6月15日 - 17日、森ノ宮ピロティホール） - 姫宮悠李 役
- 配信朗読劇「予告犯」（2018年9月16日・18日・19日・23日、あうるすぽっと） - メガネ 役
- 劇団時間制作 第十八回公演 「こっちとそっち」（2018年11月14日 - 25日、萬劇場）
- 舞台「君死ニタマフ事ナカレ零_改」（2018年11月29日 - 12月9日、CBGKシブゲキ） - 千草 役
- toshiLOG vol.2 朗読劇「恋約」（2018年12月20日 - 24日、中野 劇場MOMO）
- 舞台「OUT OF FOCUS」（2019年2月9日 - 17日、シアターサンモール）
- 浪漫活劇譚「艶漢」第三夜（2019年4月20日 - 29日、シアターサンモール） - 春澄 役
- カラスカ6月公演「高度ブルー」（2019年6月12日 - 17日、ウッディシアター中目黒）
- ピウス企画「モナルコマキ-石川五右衛門異譚-」（2019年6月26日 - 30日、シアターグリーン BIG TREE THEATER） - 真砂 / 小笠原 役
- 劇団時間制作「ほしい」（2019年9月19日 - 29日、赤坂 RED THEATER）
- THE TEAM「コップの中の嵐」（2019年12月4日 - 8日、新宿シアターブラッツ）
- 舞台「最遊記歌劇伝－Oasis－」（2020年2月2日 - 9日、紀伊國屋サザンシアターTAKASHIMAYA）
- 「FINAL FANTASY BRAVE EXVIUS」THE MUSICAL（2020年3月6日 - 15日、天王洲銀河劇場 / 3月20日 - 29日、AiiA 2.5 Theater Kobe） - エヴァン 役[11][注釈 1]
- 舞台「口笛」（2024年7月23日 - 28日、シアター・アルファ東京） - 赤城辰吉 役[12]